# Chengjiang-Faunengemeinschaft

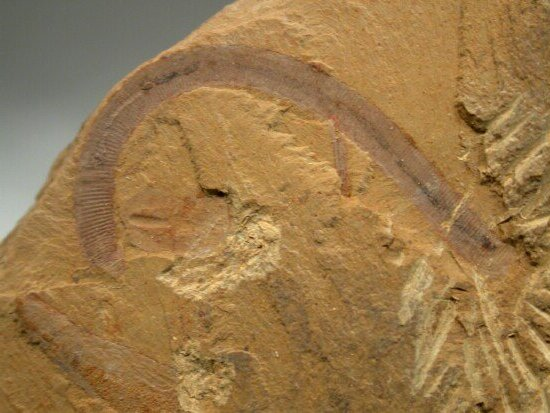
Maotianshania cylindrica aus der Chengjiang-Faunengemeinschaft

Die Chengjiang-Faunengemeinschaft (澄江动物群,  Chéngjiāng dòngwùqún) ist eine unterkambrische fossile Fauna, die in einer Konservatlagerstätte im Maotianshan-Schiefer der Yunnan-Provinz der Volksrepublik China vorkommt. Ihr Alter liegt etwa zwischen 525 und 520 Millionen Jahren. 
Die Fossillagerstätte Chengjiang wurde 2012 in das UNESCO-Welterbe aufgenommen. National geschützt sind 512 Hektar Hügelland im Kreis Chengjiang, Verwaltungsgebiet Yuxi in der Provinz Yunnan als chinesischer Geopark. Das Gebiet beginnt etwa 5 Kilometer östlich der Stadt und etwa 4 Kilometer nordöstlich des Fuxian-Sees. Das Kerngebiet ist unbesiedelt, in der Pufferzone befindet sich die Ortschaft Loulishan. Vor Ort befindet sich eine Station mit 13 Mitarbeitern. Der früher in der Region, bis an den Rand des Gebiets betriebene Abbau von Phosphaten, der die Stelle bedrohte, wurde eingestellt.

## Geschichte und wissenschaftliche Bedeutung
Auch wenn Fossilien in Chengjiang bereits aus dem frühen 20. Jahrhundert bekannt sind, so wurde die Fundstätte doch erst im Jahr 1984 mit der Entdeckung von Misszhouia – ein zu den Naraoiidae gehörender trilobitenähnlicher Arthropode – berühmt. Der Fund zeichnete sich durch exquisite Weichteilerhaltung aus. Seitdem ist Chengjiang eingehendst von internationalen Forscherteams untersucht worden; dies führte zu ständig neuen Entdeckungen und einer Fülle von wissenschaftlichen Veröffentlichungen über die zum Teil oft problematische Interpretation der Funde. So wurden während dieses Zeitraums verschiedene Taxa revidiert oder anderen Gruppen zugewiesen. Die Neuinterpretationen haben Verfeinerungen in der stammesgeschichtlichen Entwicklung mehrerer Gruppen nach sich gezogen, bei den primitiven Deuterostomia kam es sogar zur Neuaufstellung des Stammes der Vetulicolia. Die Chengjiang-Faunengemeinschaft verfügt bereits über sämtliche der auch im jüngeren Burgess-Schiefer vorkommenden Tiergruppen. Da sie jedoch rund 10 Millionen Jahre älter ist, unterstreicht sie wesentlich deutlicher als der Burgess-Schiefer die Schlussfolgerung, dass die Metazoa bereits im Unterkambrium einen recht raschen Diversifikationsprozess durchlaufen hatten. Die fossile Erhaltung einer extrem artenreichen Faunengemeinschaft machte Chengjiang zu einer auf der Welt einmaligen Fundstätte zum Verständnis der Evolution früher Vielzeller – zu erwähnen sind hierbei insbesondere Angehörige des Tierstamms der Chordata, zu dem auch alle Wirbeltiere zählen. Die Fossilien der Chengjiang-Faunengemeinschaft stellen die älteste bekannte (und bereits sehr artenreiche) Metazoenansammlung nach der proterozoisch-phanerozoischen Wende, sie dienen darüber hinaus als einmalige Datenbank zum Verständnis des damals sehr rasch erfolgenden Diversifikationsprozess des Lebens, der auch als kambrische Radiation bekannt ist.

## Erhaltung und Taphonomie

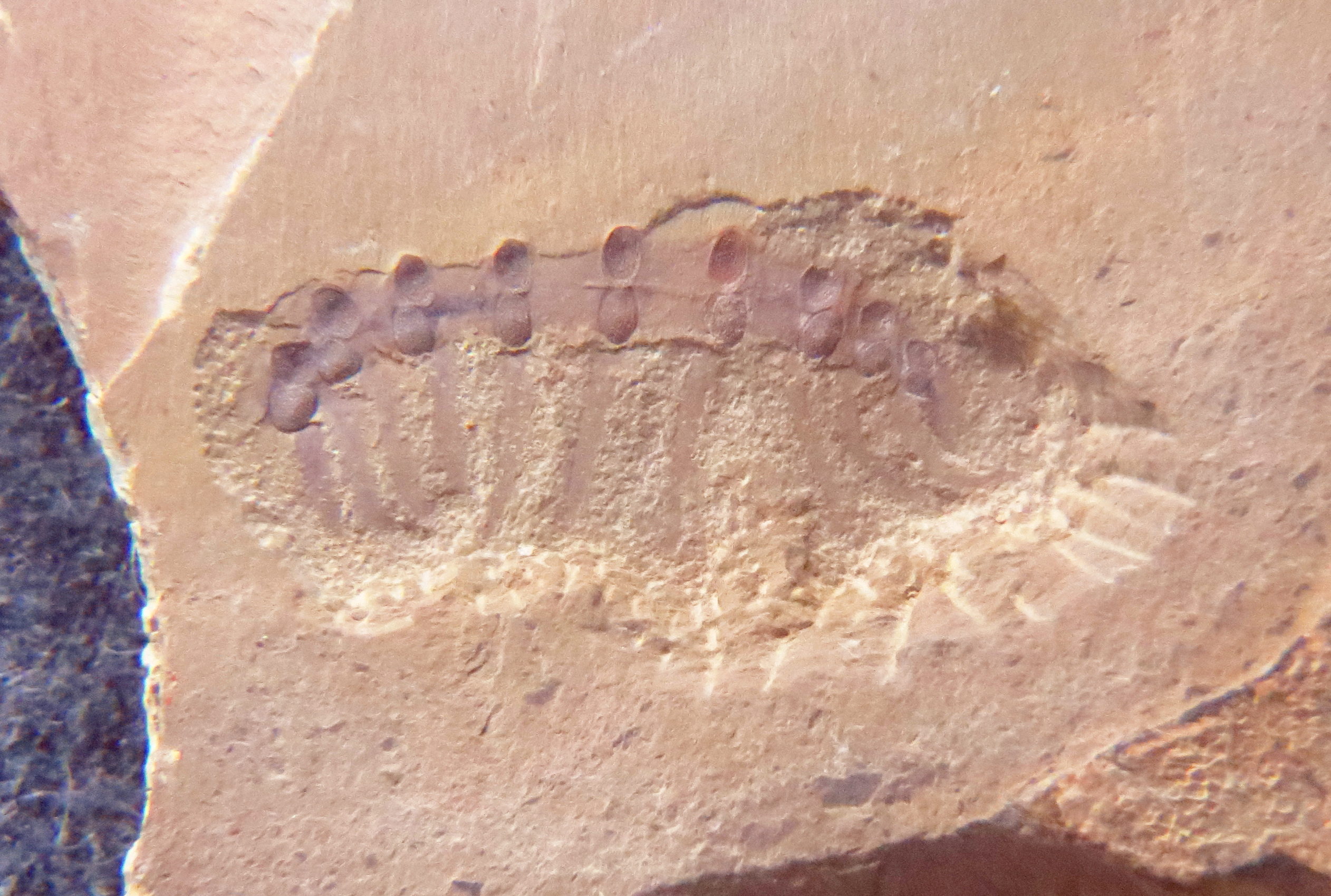
Der Lobopode Microdictyon

Die Fossilien treten im Yuanshan Member der Heilinpu-Formation (ehemals als Qiongzhusi-Formation oder „Chiungchussu“ bezeichnet) auf, einer 50 Meter mächtigen Tonsteinlage. Das Yuanshan Member ist ein sehr weit aushaltender Schichtenverband, der zehntausende von Quadratkilometern im Osten Yunnans bedeckt. Hier finden sich zahlreiche, recht verstreut vorkommende fossilienführende Aufschlüsse. Eine Untersuchung der Gesteinsfolge lässt auf tropische Umweltbedingungen schließen, außerdem sind Meeresspiegelschwankungen und tektonische Unruhen erkennbar. Ablagerungsraum war ein Flachmeer mit tonig-schlickigem Meeresgrund. Die erhaltene Fauna ist zum Großteil benthisch und dürfte periodisch von Trübeströmen verschüttet worden sein, da die meisten Fossilien keinerlei Anzeichen für eine nach dem Tode erfolgte Umlagerung aufweisen. Die Fossilien treten in zentimeterdicken Lagen auf. Ähnlich wie auch bei den jüngeren Fossilien des Burgess-Schiefer ermöglichten die damals herrschenden Umweltbedingungen eine Weichkörpererhaltung. Die Weichteile sind als dünne filmartige Aluminiumsilikatlagen erhalten – oft in Verbindung mit einem hohen Gehalt an oxidiertem Eisen (Fe3+). Sie lassen meist feinste Details in vorzüglicher Erhaltung erkennen.

## Fauna
Die Chengjiang-Faunengemeinschaft ist extrem artenreich, bis Juni 2006 wurden 185 Arten wissenschaftlich beschrieben. Nahezu die Hälfte davon sind Arthropoden, nur ca. 3 % sind Hartschaler, in der Hauptsache Trilobiten (5 Arten), die einen erstaunlichen und äußerst seltenen Erhaltungszustand besitzen (mit Resten von Beinen, Antennen und anderen Weichteilen). Recht gut vertreten sind auch die Stämme Porifera mit 15 Arten und Priapulida mit insgesamt 16 Arten. Auch die Stämme Brachiopoda, Chaetognatha, Cnidaria, Ctenophora, Echinodermata, Hyolithida, Nematomorpha, Phoronida, Protista und Chordata sind zugegen. Etwa ein Achtel der Tierarten sind Problematika mit unsicherer Stellung – mögliche evolutionäre Experimentierformen, die nur kurzzeitig überlebten, da sich die benthischen Lebensräume im Kambrium rasch änderten. Chengjiang ist die reichhaltigste Quelle an Lobopodia, die oft als eigener Stamm betrachtet werden; es sind sechs Gattungen gegenwärtig: Luolishania, Paucipodia, Cardiodictyon, Hallucigenia (auch aus dem Burgess-Schiefer bekannt), Microdictyon und Onychodictyon.

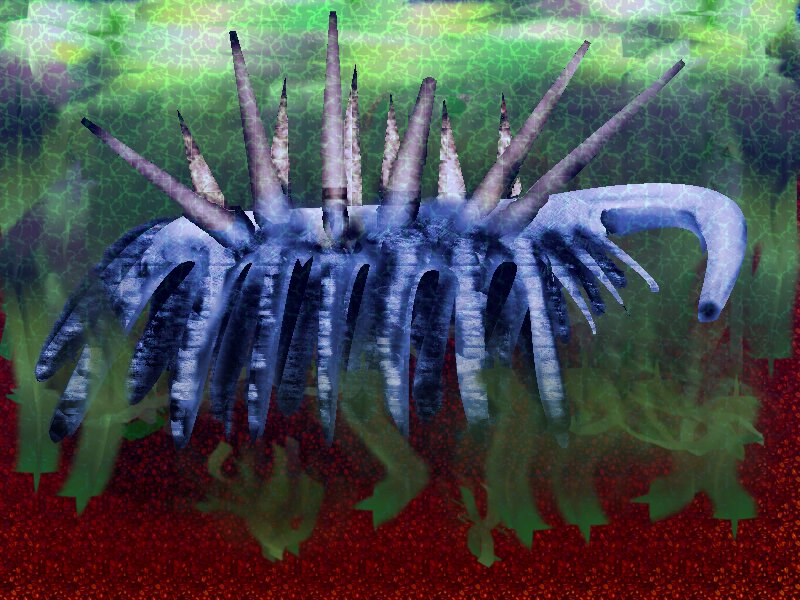
Künstlerische Darstellung von Hallucigenia fortis

Wichtige Fossilfunde aus Chengjiang sind acht mögliche Angehörige des sämtliche Wirbeltiere enthaltenden Stammes Chordata, darunter das Fossil Myllokunmingia – womöglich handelt es hier um einen agnathen Fisch. Haikouichthys ercaicunensis, ein weiterer primitiver Fischähnlicher, erinnert in seinem Aussehen an Myllokunmingia.
Das Fossil Yunnanozoon lividum gilt als frühester Hemichordat, es besitzt viele der typischen Merkmale der Chordata und stellt ein anatomisches Bindeglied zwischen den Invertebrata und den Chordata dar. Haikouella lanceolata wird als frühester Vertreter Craniota-artiger Chordata beschrieben. Dieses fischartige Tier zeigt viele Gemeinsamkeiten mit Yunnanozoon lividum, unterscheidet sich jedoch von ihm in mehrfacher Hinsicht: es verfügt über ein erkennbares Herz, besitzt eine dorsale und eine ventrale Aorta, hat Kiemennetze und bereits eine Chorda dorsalis.
Im Augenblick herrscht noch keine Übereinstimmung in Hinsicht der systematischen Stellung der Vetulicolia, die in der Chengjiang-Fauna mit sieben Arten vertreten sind (Stand 2008). Ursprünglich wurden sie als krebsartige Arthropoden eingestuft, später jedoch von D. G. Shu u. a. (Shu, 2001) zum eigenen Stamm primitiver Deuterostomia erhoben. Ein anderer Forscher wiederum stellt sie auf Grund einer Affinität mit den Chordata zu den Urochordata. Es wird generell angenommen, dass sie frei schwimmend waren und sich filtrierend von Schwebstoffen ernährten.
Etwa zwei Dutzend Tiere der Chengjiang-Faunengemeinschaft sind sehr problematisch in ihrer phylogenetischen Zuordnung, darunter Anomalocaris saron, angeblich ein Raubtier des Unterkambriums. Stromatoveris psygmoglena wurde kürzlich von Shu (2006) als mögliches bilaterisches Bindeglied zwischen den Ediacara-Formen und den kambrischen Ctenophora beschrieben.

## Auflistung der Chengjiang-Faunengemeinschaft nach Stämmen geordnet

### Reich Animalia
Stamm Arthropoda – 78 Arten
- Acanthomeridion serratum
- Alalcomenaeus
- Almenia spinosa
- Anomalocaris saron
- Apiocephalus elegans
- Branchiocaris yunnanensis
- Canadaspis laevigata
- Chengjiangocaris longiformis
- Chengjiangocaris kunmingensis[3]
- Chuandianella ovata
- Cindarella eucalla
- Clypecaris pteroidea
- Combinivalvula chengjiangensis
- Comptulata inflata
- Comptulata leshanensis
- Cyathocepalus bispinosus
- Dianchia mirabilis
- Diplopyge forcipatus
- Diplopyge minutus
- Dongshanocaris foliiformis
- Ercaia minuscula
- Ercaicunia multinodosa
- Forfexicaris valida
- Forticeps foliosa
- Fuxianhuia protensa
- Fuxianhuia xiaoshibaensis[3]
- Glossocaris occulatus
- Guangweicaris spinatus
- Haikoucaris ercaiensis
- Isoxys auritus
- Isoxys curvirostratus
- Isoxys paradoxus
- Jianfengia multisegmentalis
- Jianshania furcatus
- Jiucunella paulula
- Kuamaia lata
- Kuamaia muricata
- Kuanyangia pustulosa
- Kunmingella douvillei
- Kunmingella typica
- Kunmingocaris bispinosus
- Kunyangella  cheni
- Leanchoilia asiatica
- Leanchoilia illecebrosa
- Liangshanella liangshenensis
- Mafangia subscalaria
- Mafangocaris multinodus
- Malongella bituerculata
- Occacaris oviformis
- Odaraia eurypetala
- Ovalicephalis mirabilis
- Panlongia spinosa
- Panlongia tetranudosa
- Parakunmingella malongensis
- Parapaleomerus sinensis
- Pectocaris spatiosa
- Petalilium latus
- Pisinnocaris subconigera
- Primicaris larvaformis
- Pseudoiulia cambriensis
- Pterotum triacanthus
- Pygmaclypeatus daiensis
- Rectifacies abnormalis
- Rhombicalvaria acanthi
- Saperion glumaceum
- Sydneyia sinica
- Sinoburius lunaris
- Skioldia aldna
- Spinokunmingella typical
- Sunella grandis
- Squamacula clypeata
- Syrrhaptis intestinalis
- Urokodia aequalis
- Tanglangia caudata
- Trigoides aclis
- Tsunydiscus aclis
- Tsunyella daindongensis
- Tuzoia sinensis
- Waptia ovata
- Wutingella binodosa
- Xandarella spectaculum
- Yiliangocaris ellipticus
- Yunnanocaris megista

Stamm Arthropoda - Nectaspida - 2 Arten
- Misszhouia longicaudata
- Naraoia spinosa

Stamm Arthropoda - Klasse Trilobita - 5 Arten
- Eoredlichia intermedia; Familie Redlichiidae
- Kuanyangia pustulosa; Familie Redlichiidae
- Wutingaspis tingi; Familie Redlichiidae
- Yunnanocephalus yunnanensis; Familie Yunnanocephalidae
- Paleolenus lantenoisi; Familie Paleolenidae

Stamm Brachiopoda - 5 Arten
- Diandongia pista
- Heliomedusa orienta
- Lingulella chengjiangensis
- Lingulellotreta malongensis
- Longtancunella chengjiangensis

Stamm Chaetognatha - 1 Art
- Eognathacantha ercainella

Stamm Cnidaria - 2 Arten
- Priscapennamarina angusta
- Xianguangia sinica

Stamm Chordata - 8 Arten
- Cathaymyrus diadexus
- Cathaymyrus haikouensis
- Haikouella jianshanensis
- Haikouella lanceolata
- Haikouichthys ercaicunensis
- Myllokunmingia fengjiaoa
- Shancouclava anningense - ein Tunicat
- Zhongxiniscus intermedius

Stamm Ctenophora - 3 Arten
- Maotianoascus octonarius
- Sinoascus paillatus
- Stromatoveris psygmoglena

Stamm Echinodermata - 1 Art
- Cotyledion tylodes

Stamm Hyolithida - 8 Arten
- Ambrolinevitus maximus
- Ambrolinevitus platypluteus
- Ambrolinevitus ventricosus
- Burithes yunnanensis
- Glossolithes magnus
- Linevitus billingsi
- Linevitus flabellaris
- Linevitus opimus

Stamm Lobopodia - 6 Arten
- Cardiodictyon catenulum
- Hallucigenia fortis
- Luolishania longicruris
- Microdictyon sinicum
- Onychodictyon ferox
- Paucipodia inermis

Stamm Nematomorpha - 3 Arten
- Cricocosmia jinningensis
- Maotianshania cylindrica
- Palaeoscolex sinensis

Stamm Phoronida - 1 Art
- Iotuba chengjiangensis

Stamm Porifera - 15 Arten
- Allantospongia mica
- Choia xiaolantianensis
- Choiaella radiata
- Hazelia sp.
- Leptomitella confusa
- Leptomitella conica
- Leptomitella metta
- Leptomitus teretiusculus
- Paraleptomitella dictyodroma
- Paraleptomitella globula
- Quadrolaminiella crassa
- Quadrolaminiella diagonalis
- Saetaspongia densa
- Sinfoflabrum antiquum
- Triticispongia diagonata

Stamm Priapulida - 16 Arten
- Acosmia maotiania
- Archotuba conoidalis
- Corynetis brevis
- Gantoucunia aspera
- Lagenula triolata
- Oligonodus specialis
- Paraselkirkia jinningensis
- Palaeopriapulites parvus
- Protopriapulites haikouensis
- Sandaokania latinodosa
- Selkirkia elongata
- Selkirkia sinica
- Sicyophorus rarus
- Xiaoheiqingella peculiaris
- Xishania longgiusula
- Yunnanpriapulus halteroformis

Stamm Vetulicolia - 7 Arten
- Banffia confusa
- Didazoon hoae
- Vetulicola cuneata
- Vetulicola gantoucunensis
- Vetulicola rectangulata
- Xidazoon stephanus
- Yunnanozoon lividum (umstritten, siehe unter Rätselhaft)

Stamm unsicherer Zuordnung - 4 Arten
- Amplectobelua symbrachiata
- Anomalocaris saron
- Cucumericrus decoratus
- Parapeytoia yunnanensis

Rätselhaft - 24 Arten
- Allonnia phrixothrix
- Amiskwia sinica
- Anthrotum robustus
- Batofasciculus ramificans
- Cambrotentacus sanwuia
- Conicula straita
- Dinomischus venustus
- Discoides abnormalis
- Eldonia eumorpha
- Facivermis yunnanicus
- Hippotrum spinatus
- Jiucunia petalina
- Maanshania crusticeps
- Macrocephalus elongates
- Parvulonoda dubia
- Phacatrum tubifer
- Phasangula striata
- Phlogites brevis
- Phlogites longus
- Priscapennamarina angusta
- Pristitoites bifarius
- Rhipitrus calvifer
- Rotadiscus grandis
- Yunnanozoon lividum - frühester bekannter Hemichordat

### Reich Protista (Algen)
- Fuxianospira gyrata
- Megaspirellus houi
- Sinocylindra yunnanensis
- Yuknessia sp.